# شهرستان هومنه
شهرستان هومنه (به لاتین: Humenné District) یک منطقهٔ مسکونی در اسلواکی است که در منطقه پرشوف واقع شده‌است. شهرستان هومنه ۷۵۴ کیلومتر مربع مساحت و ۶۴٬۸۴۵ نفر جمعیت دارد.